# Der Werwolf von Washington
Der Werwolf von Washington ist eine amerikanische Horrorkomödie aus dem Jahre 1973, die zahlreiche Politiker aus dem Kabinett des amerikanischen Präsidenten Richard Nixon parodiert.

## Handlung
Jack Whittier, ein Journalist aus Washington, musste nach einem Verhältnis mit der Tochter des US-Präsidenten das Land verlassen und befindet sich in Ungarn. Seine Affäre Giselle ist bei ihm, als es auf dem Weg zum Flughafen während einer Vollmondnacht im Wald zu einer Autopanne kommt. Jack beschließt Hilfe zu holen, während Giselle im Auto bleibt. Als er erfolglos zurückkehrt, findet er das Fahrzeug verlassen vor. Giselle steht am Waldrand und wird von einem Wolf bedroht. Nach kurzem Kampf erschlägt Jack das Tier mit seinem zuvor erworbenen Spazierstock mit Silberknauf. Hierbei wird Jack durch einen Biss des Tieres verletzt. Der tote Wolf verwandelt sich in einen Menschen.
Eine alte Frau aus dem nahe liegenden Zigeunerlager identifiziert den Toten als ihren Sohn. Von ihr erfährt Jack, dass der Tote ein Werwolf war. Schließlich übergibt sie ihm ein Amulett, welches er immer auf seinem Herzen tragen soll. Nur so könne er sich vor dem Bösen schützen.
Zurück in Washington lässt Jack ungeachtet der Warnung das Amulett in einer Toilette verschwinden. In den folgenden Monaten verwandelt sich Jack in jeder Vollmondnacht in einen Werwolf und tötet Menschen.
Während des Landeanfluges eines Helikopters verwandelt sich Jack in Anwesenheit des Präsidenten und verletzt diesen. Von den Sicherheitskräften des Präsidenten in die Flucht geschlagen, begibt sich der Werwolf in die Wohnung seiner Freundin Marion. Diese flüchtet sich ins Schlafzimmer und erschießt die Bestie mit einer Silberkugel.
Während des Abspanns hört man den Präsidenten noch eine Rede halten. Gegen Ende gerät seine Stimme aber ins Stocken und wird plötzlich zu einem Jaulen und Knurren.

## Kritik
Das Lexikon des internationalen Films urteilte, der Film sei „ein satirischer Horrorfilm, der Klischees und Stilmittel des Genres zur Persiflage auf amerikanische Politik und Lebenssicht zu nutzen versucht, aber nur in einigen Momenten zu einer überzeugenden Parabel verdichtet ist. “.